# Bohumil Franěk
Bohumil Franěk (12. října 1911, Senec u Rakovníka – 1986) byl český překladatel z němčiny, ruštiny, francouzštiny a angličtiny.

## Život
Vystudoval strojní inženýrství. Za války se spřátelil s E. A. Saudkem, Aloysem Skoumalem a budoucím komunistickým politikem Václavem Davidem. V jazycích a překládání byl sice samouk, ale ovládal čtyři řeči (angličtinu, ruštinu, němčinu a francouzštinu) a živil se vedle redakční práce jako příležitostný překladatel. Stal se členem KSČ a měl vysokou pozici v Lidových milicích. Podílel se také na překladu sebraných spisů Karla Marxe a pod vedením Vladimíra Procházky redigoval výrazně marxistický Příruční slovník naučný v oblasti společenských věd.
Fraňkovy překlady jsou označovány za v mnoha ohledech rutinní a nenápadité a Franěk je považován za Saudkova epigona, jehož byl žákem a chráněncem.

## Překlady
- 1946 – Hyman Levy: Mír a atom.
- 1947 – Arthur Travers Harris: Bombardéry útočí.
- 1949 – Alexandr Danilovič Popovskij: Zákony života.
- 1951 – Marietta Šaginjan: Goethe.
- 1952 – Dmitrij Dmitrijevič Blagoj: A. S. Puškin.
- 1954 – Žamso Tumunov: Probuzená step.
- 1954 – Eva Priesterová: Stručné dějiny Rakouska, společně s Jaroslavem Valentou.
- 1954 – Alexandr Sergejevič Gribojedov: Hoře z rozumu.
- 1954 – Alexandr Alexandrovič Šachovskoj: Naše rodinka, aneb, Vdaná nevěsta
- 1955 – Johann Wolfgang von Goethe: Poznámky a pojednání k lepšímu pochopení Západovýchodního dívánu (součást překladu Goethovy sbírky Západovýchodní díván).
- 1955 - Michail Vasiljevič Lomonosov: Vybrané spisy, spolupřekladatel.
- 1956 – Vissarion Grigorjevič Bělinskij: Stati a recense 1834-1840, spolupřekladatel.
- 1957 – Jules Verne: Zmatek nad zmatek.
- 1957 – Alexandr Georgijevič Gončarov: Válečný zpravodaj.
- 1959 – Georgij Valentinovič Plechanov: Vybrané filosofické spisy, spolupřekladatel.
- 1959 – Vissarion Grigorjevič Bělinskij: Stati a recense 1840-1842, spolupřekladatel.
- 1959 – Ethel Lilian Voynichová: Střeček.
- 1959 – Beseda s múzou, antologie satirických básní ruských revolučních demokratů.
- 1960 – Alexandr Romanovič Běljajev: Ariel.
- 1961 – Hans Koch: Mehringův přínos k marxistické teorii literatur.
- 1962 – August Bebel: Z mého života, společně s Ludmilou Kubátovou.
- 1963 – William Shakespeare: Timon Athénský; Cymbelín, obsaženo v knize Tragédie II.
  - Timona Athénského v překladu Bohumila Fraňka uvedlo Národní divadlo Brno (režie Ivan Balaďa, premiéra 19. března 1993, v titulní roli František Derfler).[4]
- 1967 – William Shakespeare: Dobrý konec všechno spraví, obsaženo v knize Komedie III.
- 1973 – B. Traven: Loď mrtvých.
- 1973 – Maxim Gorkij: Vassa Železnovová
- 1974 – Johannes Robert Becher: Poetická konfese.
- 1976 – Vybraná díla poetická, myslitelská a dějepravná Kozmy Prutkova
- 1977 – Mouřenín a Generál, vzpomínky na Karla Marxe a Bedřicha Engelse.